# Tolomé
Tolome är en ort i Mexiko.   Den ligger i kommunen Paso de Ovejas och delstaten Veracruz, i den sydöstra delen av landet, 290 km öster om huvudstaden Mexico City. Tolome ligger 28 meter över havet och antalet invånare är 2 715.
Terrängen runt Tolome är platt. Runt Tolome är det ganska tätbefolkat, med 96 invånare per kvadratkilometer. Närmaste större samhälle är Fraccionamiento Geovillas los Pinos, 18,5 km öster om Tolome. Trakten runt Tolome består till största delen av jordbruksmark.